# Biografielijst Of

## Ofa

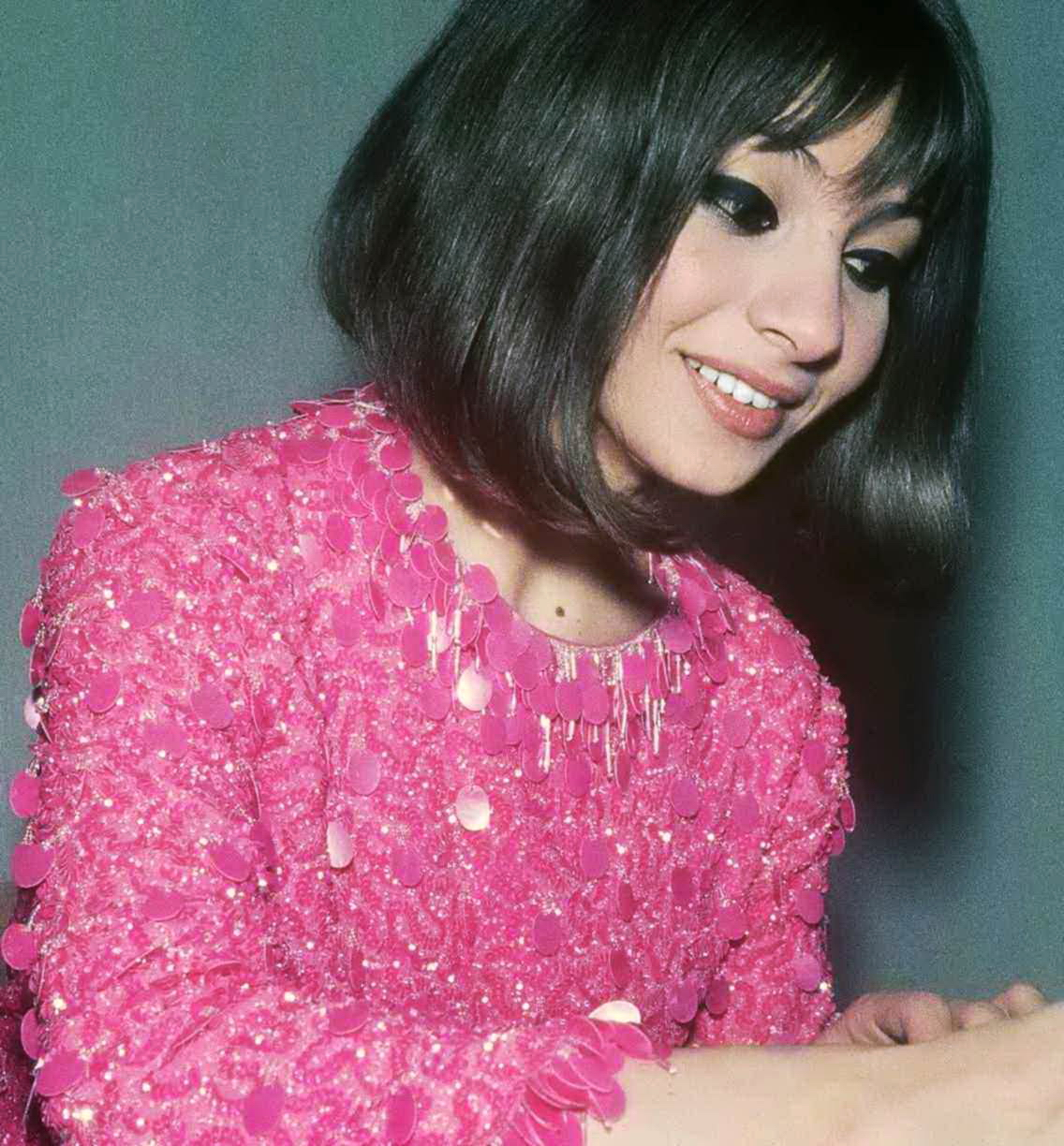
Esther Ofarim

- Esther Ofarim (1941), Israëlisch zangeres
- Conor O'Farrell (1956), Amerikaans acteur

## Ofe
- Richard O'Ferrall (1855-1936), Surinaams onderwijzer, schrijver en politicus

## Off

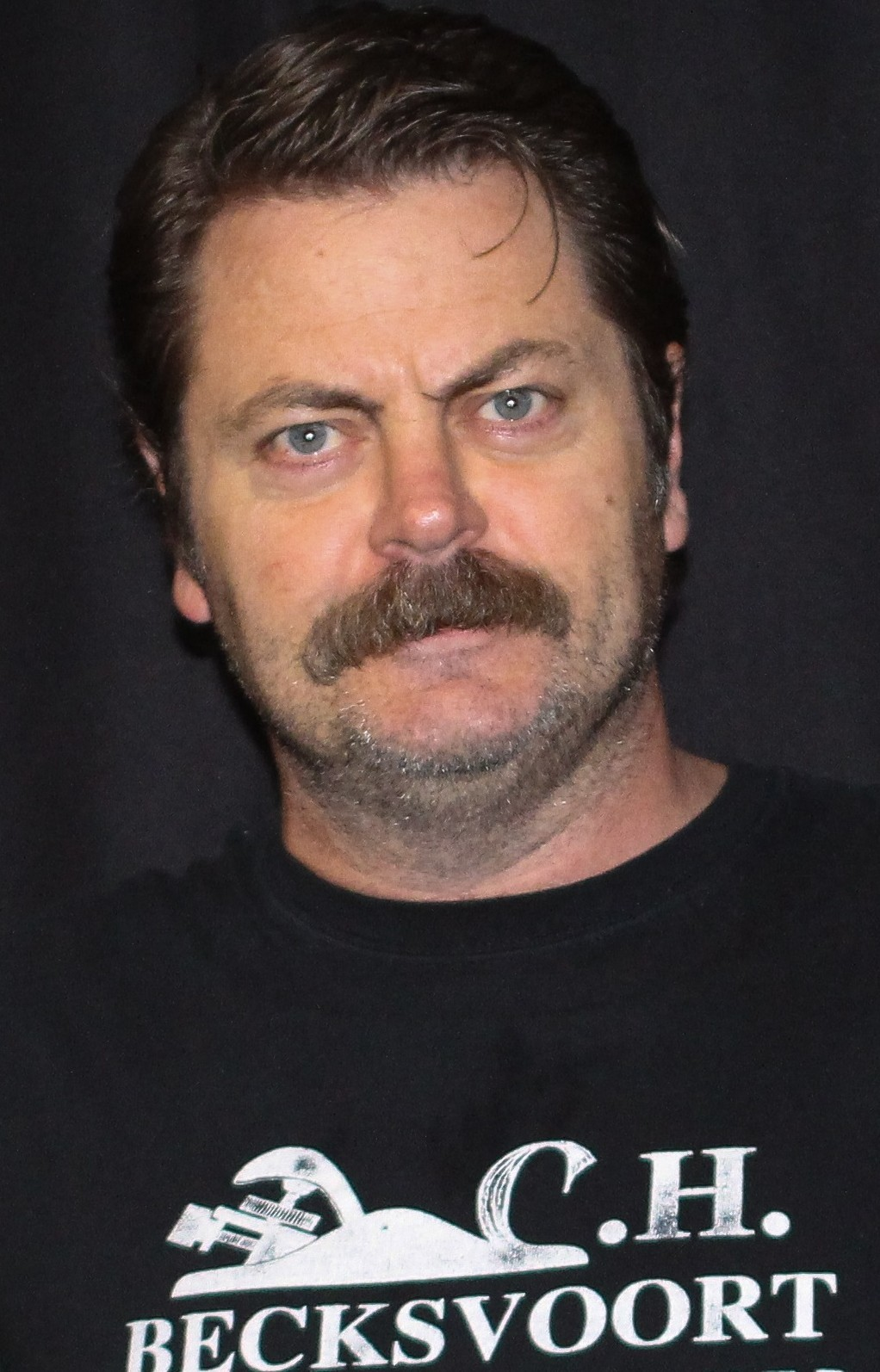
Nick Offerman, 2013

- Wim Offeciers (1934), Belgisch wetenschapsjournalist
- Mieke Offeciers-Van De Wiele (1952), Belgisch politica en bestuurder
- Jacques Offenbach (1819-1880), Duits componist
- Nick Offerman (1970), Amerikaans acteur, filmproducent en timmerman

## Ofn
- Katrin Ofner (1990), Oostenrijks freestyleskiester

## Oft
- Jens Lurås Oftebro (2000), Noors noordse combinatieskiër